# Phí Đông Bân
Phí Đông Bân (tiếng Trung giản thể: 费东斌, bính âm Hán ngữ: Fèi Dōngbīn, sinh tháng 8 năm 1970, người Hán) là chính trị gia nước Cộng hòa Nhân dân Trung Hoa. Ông là Ủy viên dự khuyết Ủy ban Trung ương Đảng Cộng sản Trung Quốc khóa XX, hiện là Bí thư Đảng tổ, Cục trưởng Cục Đường sắt Quốc gia. Ông từng là Thường vụ Tỉnh ủy, Phó Tỉnh trưởng Hà Nam.
Phí Đông Bân là đảng viên Đảng Cộng sản Trung Quốc, học vị Cử nhân Vận tải, Thạc sĩ Kỹ thuật, chức danh Cao cấp công trình sư. Ông có sự nghiệp nhiều năm công tác trong ngành đường sắt, từng hoạt động trong hệ thống giao thông nhiều địa phương như Liêu Ninh, Cát Lâm, Nội Mông, Thanh Hải, Tây Tạng, Bắc Kinh, Sơn Đông rồi trở thành người lãnh đạo ngành đường sắt Trung Quốc.

## Xuất thân và giáo dục
Phí Đông Bân sinh vào tháng 5 năm 1970 tại địa cấp thị Cẩm Châu, tỉnh Liêu Ninh, Cộng hòa Nhân dân Trung Hoa. Ông lớn lên và tốt nghiệp cao trung ở Cẩm Châu, thi cao khảo vào năm 1987 và tốt nghiệp Học viện Đường sắt Trường Sa, nay là Đại học Trung Nam, về Hồ Nam nhập học hệ công trình quản lý vận tải của trường từ tháng 9 cùng năm và tốt nghiệp cử nhân chuyên ngành vận tải đường sắt vào tháng 7 năm 1991. Sau đó hơn 10 năm, vào tháng 11 năm 2003, ông thi đỗ chương trình cao học tại chức của Đại học Thanh Hoa, học công trình lĩnh vực công nghiệp ở hệ này của trường, nhận bằng Thạc sĩ Kỹ thuật vào tháng 10 năm 2004. Phí Đông Bân được kết nạp Đảng Cộng sản Trung Quốc vào tháng 3 năm 1996.

## Sự nghiệp

### Ngành đường sắt
Tháng 8 năm 1991, sau khi tốt nghiệp trường Trường Sa, Phí Đông Bân được điều trở về quê nhà Liêu Ninh, tới thủ phủ Thẩm Dương công tác ở vị trí thực tập sinh của trạm Tô Gia Đồn thuộc phân Cục Đường sắt Thẩm Dương. Trong giai đoạn này, ông lần lượt là trợ lý công trình sư, rồi Phó Chủ nhiệm bộ phận đường, Phó Chủ nhiệm Phòng điều phối của trạm Tô Gia Đồn từ tháng 5 năm 1996, Trợ lý Trạm trưởng từ tháng 8 năm 1997. Tháng 7 năm 1998, ông được điều chuyển làm Phó Trạm trưởng trạm Thẩm Dương Nam, sau đó 3 năm thì nhậm chức Tổng công trình sư Phòng Vấn đề xe của Cục Đường sắt Thẩm Dương. Đến tháng 8 năm 2003, ông được điều chuyển làm Phó Cục trưởng phân cục Trường Xuân, một chi cục của cục Thẩm Dương, sau đó 1 năm thì chuyển sang một phân cục khác làm Phó Cục trưởng phân cục Thông Liêu. Vào tháng 3 năm 2005, ông được điều về chính cục làm Chủ nhiệm Văn phòng cục, kiêm Bí thư Ủy ban Công tác Đảng từ tháng 7 cùng năm, và là Tổng công trình sư cấp phó cục của cục từ tháng 10, rồi Phó Cục trưởng từ cuối năm 2006.
Tháng 5 năm 2007, sau hơn 15 năm công tác ở Cục Đường sắt Thẩm Dương, Phí Đông Bân được điều chuyển bổ nhiệm làm Ủy viên Đảng ủy, Phó Tổng giám đốc thường vụ của Công ty Đường sắt Thanh Tạng, một xí nghiệp nhà nước về đường sắt ở Thanh Hải và Tây Tạng. Công tác ở đây 1 năm thì ông tiếp tục được điều chuyển, lên Bộ Đường sắt, về Cục Vận tải phụ trách công tác bộ phận kỹ thuật chuyên tuyến vận chuyển hành khác, rồi Phó Cục trưởng từ tháng 7 năm 2008. Tháng 10 năm này, ông được điều về làm Phó Cục trưởng thường vụ Cục Đường sắt Bắt Kinh, Thường vụ Đảng ủy cục, Phó Tổ trưởng thường vụ Tổ chuyên gia hạng mục đường sắt Trung Quốc–Ả Rập Xê Út. Sau đó nửa năm thì ông được điều chuyển làm Phó Cục trưởng thường vụ Cục Đường sắt Tế Nam, Thường vụ Đảng ủy cục này, công tác ở đây 4 năm cho đến đầu năm 2013 thì được bổ nhiệm làm Phó Bí thư Đảng ủy, Cục trưởng Cục Đường sắt Hohhot, phụ trách đường sắt Nội Mông. Đầu năm 2013, ông ứng cử và trúng cử là đại biểu của Đại hội Đại biểu Nhân dân Toàn quốc khóa XII nhiệm kỳ 2013–18.

### Địa phương
Tháng 5 năm 2016, Phí Đông Bân được bổ nhiệm làm Phó Bí thư Thành ủy, Bí thư Ủy ban Chính Pháp Thành ủy Hohhot kiêm Hiệu trưởng Trường Đảng Thành ủy, cấp chính địa. Ở cương vị này được 5 tháng thì ông tới địa cấp thị Ulanqab nhậm chức Phó Bí thư Thị ủy, Thị trưởng, rồi thăng chức Bí thư Thị ủy từ tháng 6 năm 2020. Giai đoạn này ông tái đắc cử là đại biểu của Đại hội Đại biểu Nhân dân toàn quốc khóa XIII nhiệm kỳ 2018–23. Sang tháng 1 năm 2021, ông được điều tới Hà Nam, được bầu làm Phó Tỉnh trưởng, Thành viên Đảng tổ Chính phủ Nhân dân tỉnh Hà Nam. Vào tháng 10 cùng năm, ông được bầu vào Ủy ban Thường vụ Tỉnh ủy Hà Nam, là Phó Bí thư Đảng tổ, Phó Tỉnh trưởng thường vụ Hà Nam.

### Trở lại ngành đường sắt
Tháng 9 năm 2022, Phí Đông Bân được điều về Bộ Giao thông Vận tải, chỉ định làm Thành viên Đảng tổ bộ, Bí thư Đảng tổ Cục Đường sắt Quốc gia. Tháng 10 năm này, ông tham gia Đại hội Đảng Cộng sản Trung Quốc lần thứ XX từ đoàn đại biểu khối cơ quan trung ương Đảng và Nhà nước. Trong quá trình bầu cử tại đại hội, ông được bầu là Ủy viên dự khuyết Ủy ban Trung ương Đảng Cộng sản Trung Quốc khóa XX. Ngay sau đại hội, ông được bổ nhiệm làm Cục trưởng Cục Đường sắt Quốc gia.